# 雷滝
雷滝（かみなりだき）は、長野県上高井郡高山村にある滝。七味大滝、八滝と並ぶ高山村三大滝の一つである。裏見の滝とも呼ばれ、平成15年3月1日に高山村の名勝に指定された。

## 概要
高山村を流れる松川に懸かる滝で、松川沿いの長野県道66号豊野南志賀公園線から急斜面を100メートル下りたところにある。高さは30メートル、幅は5メートルあり、水の流量は豊富で、凝灰角礫岩が松川の浸食によってできた。雷滝という名の由来には諸説あり、落水時に巻き起こる風にさらされた水が稲妻状に落ちるからだとか、あるいは滝が雷鳴を思わせる大きな音を響かせるからだとも言われている。また、滝口の真下の岩壁が屋根の庇のような形にえぐれており、滝の裏側を見ることができることから「裏見の滝」とも呼ばれている。

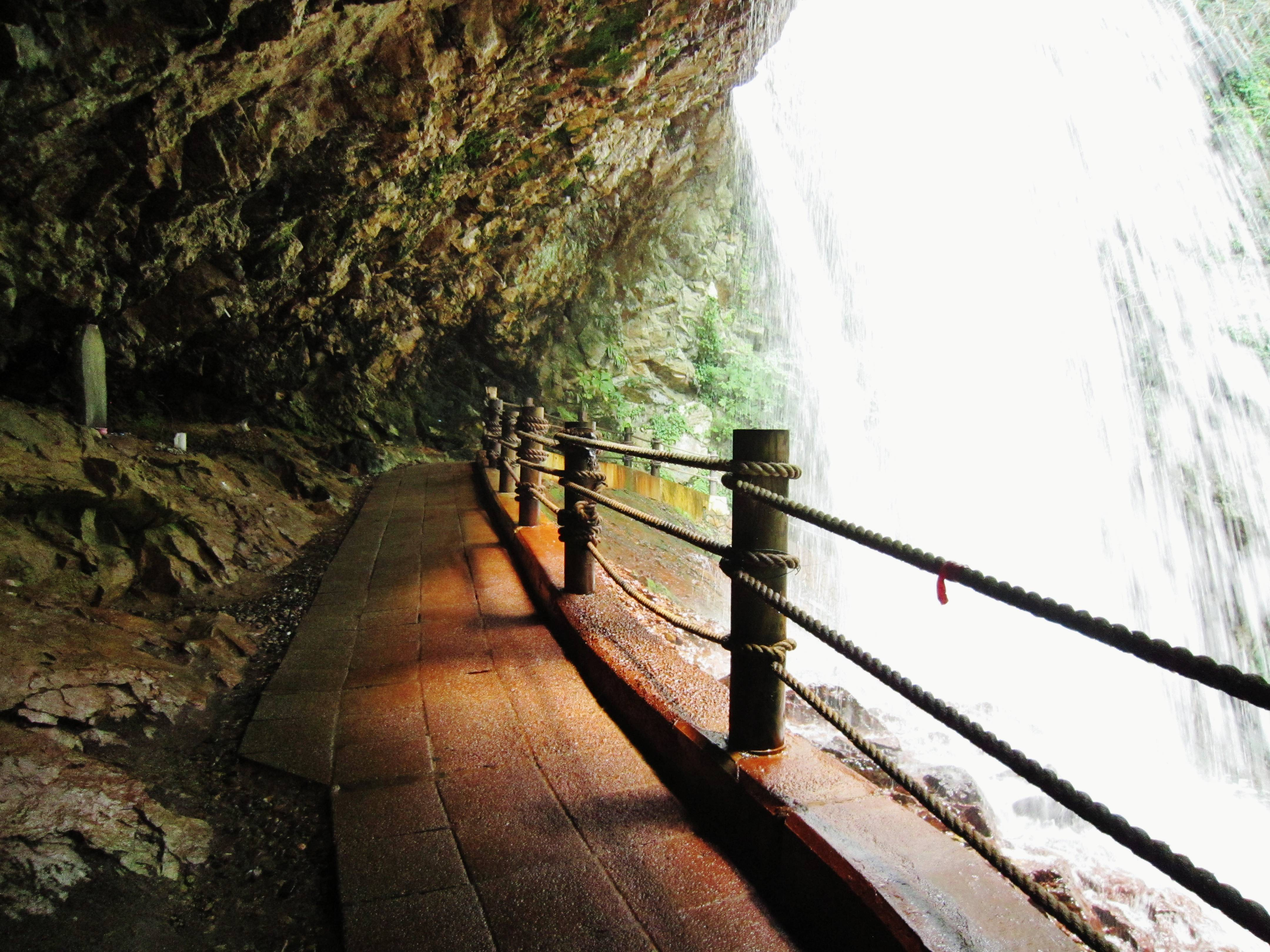
裏見の滝

## 交通アクセス
自家用自動車
上信越自動車道・須坂長野東インターチェンジから19キロメートル、40分。
公共交通機関
長野電鉄長野線・須坂駅よりタクシーに乗車、35分。